# From Ashes and Dust
From Ashes And Dust är Galadriels fjärde musikalbum. Släpptes 2002 av skivbolaget Metal Age Productions.

## Låtar på albumet
1. "Thorns"
2. "From Ashes & Dust"
3. "Strong One Against The Storm"
4. "Dark Erotica"
5. "A Horned Man"
6. "I'm The Everyhing"
7. "The Remembrance"
8. "2848"
9. "Armies Of Valinor"
10. "Among Your Tears"
11. "The Bard's Song - The Hobbit" - Blind Guardian-cover

## Lineup
- Dodo Datel - sång, bas
- Sona "Witch" Kozakova - sång
- Tomax Gabris - gitarr
- Dr Victor - trummor
- J.S.K. - keyboard